# Епіфаніо Гонсалес
Епіфаніо Гонсалес Чавес (19 січня 1958, Асунсьйон) — колишній парагвайський футбольний арбітр, арбітр ФІФА з 1994 по 2003 рік. Брат колишнього гравця збірної Парагваю з футболу Габріеля Гонсалеса.

## Суддівська кар'єра
Почав свою кар'єру в національній лізі Парагваю, а з 1994 року став арбітром ФІФА.
5 квітня 1994 року Гонсалес дебютував на клубному рівні в матчі Кубка Лібертадорес між «Дефенсор Спортінг» і «Коло-Коло», який завершився з рахунком 0–0.
Наступного року він дебютував у змаганнях для національних збірних на чемпіонаті світу з футболу серед юнаків до 17 років, відсудивши два матчі, зокрема матч чвертьфіналу. У 1996 році взяв участь у передолімпійському турнірі КОНМЕБОЛ, в якому брали участь юнацькі збірні U-23.
Епіфаніо Гонсалес судив Копу Судамерикано 1996 року. Першим великим турніром національних збірних, в якому Гонсалес взяв участь, став Кубок Америки 1997 року: відсудивши два матчі збірної Бразилії (проти Коста-Рики та Колумбії), він був призначений на півфінал між господарями турніру — Болівією та Мексикою. У клубних турнірах він судив фінал Кубка КОНМЕБОЛ 1997 між «Атлетіко Мінейро» та «Ланусом». Враховуючи його роботу на міжнародному рівні, ФІФА включила його до списку арбітрів на чемпіонат світу 1998 року: на цьому змаганні, відсудивши два матчі на груповому етапі, він був призначений на матч за 3 місце між Хорватією та Нідерландами. У наступні роки Гонсалес судив кілька важливих матчів, таких як фінали Кубка Лібертадорес 2000, Кубок Меркосур 2001 і Копу Судамерикано 2002, а на рівні національних збірних був запрошений УЄФА судити матч Італія — Угорщина, що проходив у рамках кваліфікації до чемпіонату світу 2002 року.